# Єн Маклауд
Єн Р. Маклауд (англ. Ian R. MacLeod; нар. 6 серпня 1956, Солігалл, Англія, Велика Британія) — британський письменник у жанрах наукова фантастика і фентезі

## Біографія
Єн Маклауд народився 6 серпня 1956 року поблизу Бірмінгему. Вивчав право та працював державним службовцем. Згодом, на початку 1990-х років, перейшов на фриланс.

### Кар'єра
Є автором семи романів (включно з «Світлі віки», «Будинок бурі»), дія яких відбувається в альтернативній Англії XIX століття. Романи та оповідання Єна Маклауда містять суміш фантастичних, історичних та футуристичних елементів у поєднанні з яскравими описами. Його роман «Пісня часу», який розповідає про недалеке майбутнє, отримав премію Артура Кларка за найкращий роман в жанрі наукової фантастики, а «Прокинься та мрій!», дія якого відбувається в альтернативному Лос-Анджелесі 1940-х років, отримав премію Sidewise за найкращу альтернативну історію. Роман «Червоний сніг» розповідає про життя вампіра протягом кількох століть у Європі та США.
Роман Маклауда «Літні острови» (Asimov's Science Fiction Жовтень/Листопад 1998) отримала премію Sidewise за найкращу альтернативну історію та всесвітню премію фентезі за найкращу повість. Це альтернативна історія, в якій Британія, зазнавши поразки у Першій світовій війні, розвиває власну форму фашизму у 1930-х роках. Оповідач — закритий гомосексуал, оксфордський історик. Цей роман не зміг успішно продатись, а тому Маклауд опублікував урізану версію, а повноцінна вийшла обмеженим тиражем лише у 2005 році. Ця версія роману також отримала премію Sidewise у номінації «Альтернативна історія», ставши єдиною роботою, яка двічі отримала одну й ту саму премію у двох різних форматах — роману та повісті.
У 2000 році Маклауд знову отримав всесвітню премію фентезі за повість «Нечесна гра». Його короткі фантастичні твори були зібрані в багатьох збірках.
Єн Маклауд був поважним гостем 38-ого Novacon, який відбувся в листопаді 2008 року.

## Сім'я
Живе зі своєю дружиною Джилліан Боскілл в місті Б'юдлі. Має дочку Емілі.

### Романи
- «Велике колесо» (англ. «The great wheel»). Harcourt. 1997[14]
- «Нечесна гра» (англ. «The Chop Girl»). 2000
- «Світлі віки» (англ. «The Light Ages»). Simon & Schuster. 2003.
- «Будинок бурі» (англ. «The House of Storms»). Simon & Schuster. 2005.
- «Літні острови» (англ. «The Summer Isles»). Aio Publishing. 1998
- Розширена версія «Літні острови» (англ. «The Summer Isles»). Aio Publishing. 2005
- «Пісня часу» (англ. «Song of Time»). PS Publishing. 2008
- «Прокинься та мрій!» (англ. «Wake Up and Dream»). PS Publishing. 2011
- «Червоний сніг» (англ. «Red Snow»). PS Publishing. 2017

### Повісті

#### Збірки
- «Мандри при світлі зірок» (англ. «Voyages by Starlight»). Arkham House. 1996
- «Дихання та інші видихи» (англ. «Breathmoss and Other Exhalations»). Golden Gryphon Press. 2004
- «Магія минулого» (англ. «Past Magic»). PS Publishing. 2006
- «Пригоди» (англ. «Journeys»). Subterranean Press. 2010
- «Снодграсс та інші ілюзії: Найкращі новели Єна Р. Маклауда» (англ. «Snodgrass and Other Illusions: The Best Short Stories of Ian R. MacLeod»). Open Road Media. 2013
- «Мороз на склі» (англ. «Frost on Glass»). PS Publishing. 2015
- «Всюди» (англ. «Everywhere»)
- «Ніде» (англ. «Nowhere»)

## Нагороди
- 2004 Нагорода всесвітнього фентезі — «The Light Ages» — номінація
- 2005 Нагорода Sidewise — «The Summer Isles» — перемога
- 2009 Премія Артура Кларка — «Song of Time» — перемога
- 2009 Меморіальна премія імені Джона Кемпбелла — «Song of Time» — перемога
- 2011 Нагорода Sidewise — «Wake Up and Dream» — перемога

### Інтерв'ю
- Інтерв'ю [Архівовано 14 грудня 2021 у Wayback Machine.] з Джеєм Томіо (2005)
- Інтерв'ю [Архівовано 15 травня 2021 у Wayback Machine.] Infinity Plus
- Інтерв'ю [Архівовано 1 січня 2007 у Wayback Machine.] на scifi.com
- Інтерв'ю [Архівовано 1 січня 2007 у Wayback Machine.] на sfsite.com
- Інтерв'ю [Архівовано 14 грудня 2021 у Wayback Machine.] на sageandsavant.com (2017)
- Asimov's online chat (2004)